# Communauté de communes Gâtinais-Val de Loing
Pour les articles homonymes, voir Gâtinais (homonymie) et Loing (homonymie).
La communauté de communes Gâtinais-Val de Loing est une structure intercommunale française situé dans le département de Seine-et-Marne en région Île-de-France.

## Historique
Créée le 1er janvier 2010,, la Communauté de communes Gâtinais-Val de Loing accueille notamment les cinq communes qui constituaient la Communauté de communes de la campagne gâtinaise  dont la dissolution a été prononcée en 2009.

## Composition
La communauté de communes est composée des 20 communes suivantes :

| Nom                      | Code Insee | Gentilé           | Superficie (km2) | Population (dernière pop. légale) | Densité (hab./km2) |
| ------------------------ | ---------- | ----------------- | ---------------- | --------------------------------- | ------------------ |
| Château-Landon (siège)   | 77099      | Châteaulandonnais | 29,35            | 3 150 (2022)                      | 107                |
| Arville                  | 77009      |                   | 11,31            | 140 (2022)                        | 12                 |
| Aufferville              | 77011      | Auffervillois     | 17,74            | 482 (2022)                        | 27                 |
| Beaumont-du-Gâtinais     | 77027      | Beaumontois       | 16,59            | 1 136 (2022)                      | 68                 |
| Bougligny                | 77045      | Bougliniens       | 16,31            | 730 (2022)                        | 45                 |
| Bransles                 | 77050      | Bransledais       | 13,85            | 529 (2022)                        | 38                 |
| Chaintreaux              | 77071      | Chanterelliens    | 23,92            | 831 (2022)                        | 35                 |
| Chenou                   | 77110      | Chenouards        | 13,74            | 295 (2022)                        | 21                 |
| Égreville                | 77168      | Égrevillois       | 31,84            | 2 164 (2022)                      | 68                 |
| Gironville               | 77207      | Gironvillois      | 13,71            | 161 (2022)                        | 12                 |
| Ichy                     | 77230      | Ichichois         | 7,8              | 158 (2022)                        | 20                 |
| Lorrez-le-Bocage-Préaux  | 77261      | Lorréziens        | 19,9             | 1 244 (2022)                      | 63                 |
| La Madeleine-sur-Loing   | 77267      | Magdaléniens      | 6,16             | 351 (2022)                        | 57                 |
| Maisoncelles-en-Gâtinais | 77271      |                   | 8,58             | 139 (2022)                        | 16                 |
| Mondreville              | 77297      | Mondrevillois     | 20,27            | 330 (2022)                        | 16                 |
| Obsonville               | 77342      | Obsonvillois      | 7,08             | 120 (2022)                        | 17                 |
| Poligny                  | 77370      |                   | 27,34            | 802 (2022)                        | 29                 |
| Souppes-sur-Loing        | 77458      | Sulpiciens        | 27,63            | 4 974 (2022)                      | 180                |
| Vaux-sur-Lunain          | 77489      | Vaulxois          | 8,47             | 232 (2022)                        | 27                 |
| Villebéon                | 77500      | Villebéonnais     | 16,45            | 464 (2022)                        | 28                 |

## Administration

### Siège
Le siège de l'intercommunalité est situé à Château-Landon, 16, route de Souppes.

### Élus
La Communauté de communes est administrée par son Conseil communautaire, composé, pour la mandature 2014-2020, de 46 conseillers communautaires, qui sont des conseillers municipaux  représentant chaque commune membre, répartis, pour la mandature 2014-2020, à raison de : 
- deux conseillers communautaires pour les communes de moins de 1000 habitants ;
- trois conseillers communautaires pour les communes comprises entre 1000 et 4 999 habitants ;
- quatre conseillers communautaires pour les communes de 5 000 habitants et plus[4].

Le conseil communautaire du 11 avril 2014 a réélu son président, le sénateur-maire de La Madeleine-sur-Loing, Jean-Jacques Hyest, et ses quatre vice-présidents, qui sont :
1. Francis Bourcier ;
2. Rose-Marie Lionnet, maire de Bougligny ;
3. Pascale Pinguet, maire de  Château-Landon ;
4. Bruno Baschet, ancien maire d'Égreville[4].

Le bureau de l'intercommunalité pour la mandature 2014-2020 est constitué du président, des vice-présidents et de sept autres membres, qui sont Yves Boyer, Patrick chaussy, Gérard Genevieve, Hugues Moncel, Gérard Mousset, Francis Ple, Anne Thibault.
Dans le cadre de sa nomination au Conseil constitutionnel, le président Hyest a démissionné de l'ensemble de ses mandats fin septembre 2015.
il est remplacé dans ses fonctions par Gérard Geneviève, maire de Poligny. À cette occasion, de nouveaux vice-présidents sont aussi élus :
- Pierre Babut, maire de Souppes sur Loing ;
- Rose-Marie Lionnet, maire de Bougligny ;
- Anne Thibault, maire d'Arville;
- Bruno Baschet, ancien maire d'Égreville
- Yves Boyer, Maire de Lorrez-le-Bocage

### Liste des présidents
| Période         | Période                  | Identité           | Étiquette | Qualité |
| --------------- | ------------------------ | ------------------ | --------- | --- |
| 2010            | septembre 2015           | Jean-Jacques Hyest | LR        | Administrateur territorial Membre du Conseil constitutionnel (2015 →) Sénateur de Seine-et-Marne (1995 → 2015) Député de Seine-et-Marne (3e circ.) (1986 → 1995) Conseiller général de Château-Landon (1982 → 2015) Maire de La Madeleine-sur-Loing (1983 → 2015) Démissionnaire en raison de sa nomination au Conseil constitutionnel |
| 15 octobre 2015 | 2020                     | Gérard Geneviève   | DVD       | Maire de Poligny (depuis 2014) |
| 16 juillet 2020 | En cours (au 22/09/2020) | Jean-Jacques Hyest | LR        | Maire de La Madeleine-sur-Loing (1983 → 2015 et depuis 2020) |

### Compétences
L'intercommunalité exerce les compétences que les communes membres lui ont transférées, dans le cadre des dispositions du Code général des collectivités territoriales. Il s'agit de :
- Dès l'origine de la communauté :
  - des compétences obligatoires des communautés de communes en matière d’aménagement de l’espace et de développement économique,
  - deux compétences optionnelles : l’action sociale et l’environnement,
  - une compétence facultative : le transport.
- En juin 2010, la communauté précise la compétence aménagement de l’espace en prenant la compétence SCOT, ZAC d’intérêt communautaire et droit de préemption.
- En 2012, les compétences facultatives sont étendues à l’aménagement numérique du territoire.
- En 2013, la communauté sa compétence optionnelle des actions sociales, déclare l'intérêt communautaire des accueils de loisirs sans hébergement.
- En 2014, la communauté définit l’intérêt communautaire pour les zones d’activités économiques[9].
- en 2016, elle instaure le régime de fiscalité mixte sur son territoire
- en 2017, la communauté étend ses compétences au équipements scolaires, périscolaires, sportifs et culturels d'intérêt communautaire
- en 2018, la communauté précise l'intérêt communautaire des compétences précités pour définir une stricte ligne d'intervention entre communes-membres et communauté

### Organismes de regroupement
La communauté est membre du syndicat mixte d’études et de programmation pour la révision du schéma directeur de Nemours-Gâtinais.

### Régime fiscal et budget
L'intercommunalité perçoit une fiscalité additionnelle aux impôts locaux perçus par les communes, avec FPZ (fiscalité professionnelle de zone) et sans FPE (fiscalité professionnelle sur les éoliennes).
Au 1er janvier 2016, la communauté de communes a basculé vers la fiscalité mixte. Elle perçoit désormais une fiscalité assise sur les ménages et aussi sur les entreprises.

## Projets et réalisations

### Le projet communautaire
La Communauté se fixe comme objectifs de :
- favoriser le développement économique de son territoire, en favorisant le maintien et le développement de l'emploi dans la communauté, en améliorant l'environnement économique des entreprises, notamment en créant une zone d’activités à Souppes et en réhabilitant les zones d’activités existantes[12] ;
- développer les services à la population (relais d'assistantes maternelles, service de transport à la demande), participation aux syndicats d'ordures ménagères[13].